# Die Kunst des negativen Denkens
Die Kunst des negativen Denkens ist ein norwegischer Film des Regisseurs Bård Breien. Die schwarze Komödie erschien im Jahr 2006 in Norwegen, 2007 in den USA und 2008 in Deutschland. Vor dem Filmstart in den deutschen Kinos am 18. September 2008 lief der Film auf dem Fantasy Filmfest 2008; bereits 2007 wurde der Film auf den Nordischen Filmtagen mit dem NDR-Filmpreis ausgezeichnet. Beim Karlovy Vary Filmfestival erhielt Bård Breien den Regiepreis für den Film.

## Handlung
Der 33-jährige Geirr sitzt seit einem Verkehrsunfall im Rollstuhl. Seitdem beschäftigt sich Geirr nur noch mit Kriegsfilmen, Joints und Johnny Cash. Seine Ehefrau Ingvild versucht, Geirr aus seinem Frust und Schmerz zu befreien und auch die Beziehung zu retten und ruft die Psychologin Tori zu Hilfe, die daraufhin mit ihrer Therapiegruppe von Schwerbehinderten Geirr besucht. Tori hat die Menschen mit Behinderung Marte, Lillemor und Asbjørn darauf getrimmt, das Positive im Leben zu sehen – trotz ihrer Behinderung. Doch an Geirr beißen sie sich die Zähne aus – dieser schafft es, mit Sarkasmus und Argumenten die Therapiegruppe zu infizieren und das mühsam Gelernte, das Halt geboten hat, in Frage zu stellen. „Die Kunst des negativen Denkens“ bricht ähnlich wie die Anleitung zum Unglücklichsein mit oberflächlichen Lösungen und lässt die Gruppe in existenzielle Abgründe schauen. Die neu formierte Gruppe wendet sich daher gegen die befehlsgewohnte Tori. Tori flieht und gibt die gesamte Gruppe auf; diese erlebt eine vielschichtige, zwar alkohol- und drogengetränkte Nacht, aus der die einzelnen Gruppenmitglieder aber geläutert und aufrichtiger hervorgehen.

## Kommentare
- „Eine schwarze Komödie, die in ihrer politischen Unkorrektheit zu selbstgefällig und vorhersehbar daherkommt.“ (Lexikon des internationalen Films[1])
- „Eine großartige Regieleistung – schonungslos, konsequent und mit radikalem Witz!“ (NDR Filmpreis)
- „Ein böses Vergnügen, ein Film für alle, die ihre Witze schwarz, dunkel und bitter bevorzugen – ein schöner ausgestreckter Mittelfinger in Richtung Heile-Welt- und Friede-Freude-Eierkuchen-Kino!“ (Journal Frankfurt)